# 福克
福克（法語：Fauch）是法国南部-比利牛斯大区塔恩省的一个市镇，属于阿尔比区雷阿尔蒙县。该市镇2009年时的人口为536人。

## 人口
福克人口变化图示
| 数据来源：INSEE |